# Ekanite
La ekanite è un minerale.